# Neuhofener Berg

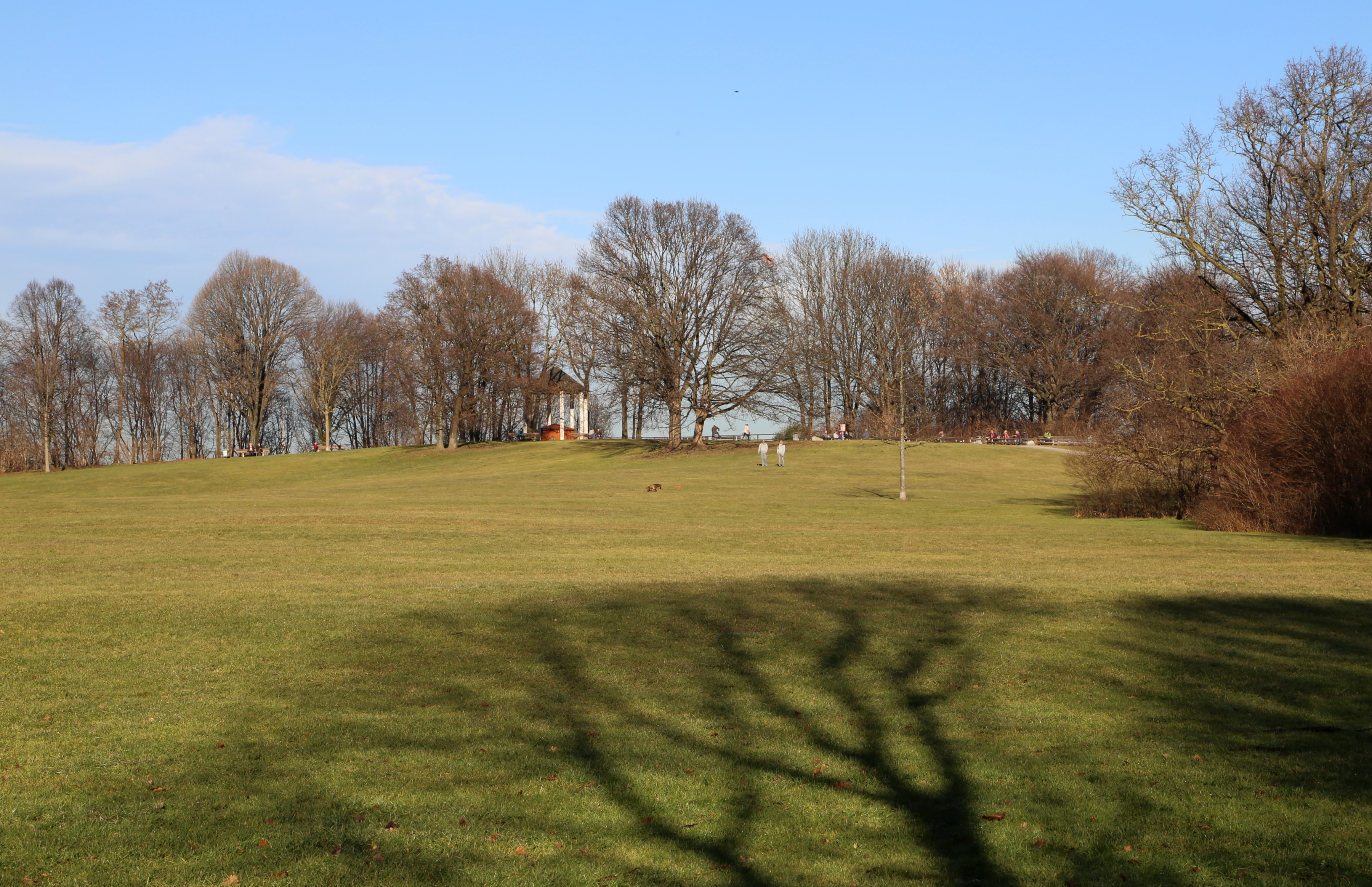
Blick von Süden Richtung Rundpavillon am höchsten Punkt des Neuhofener Bergs

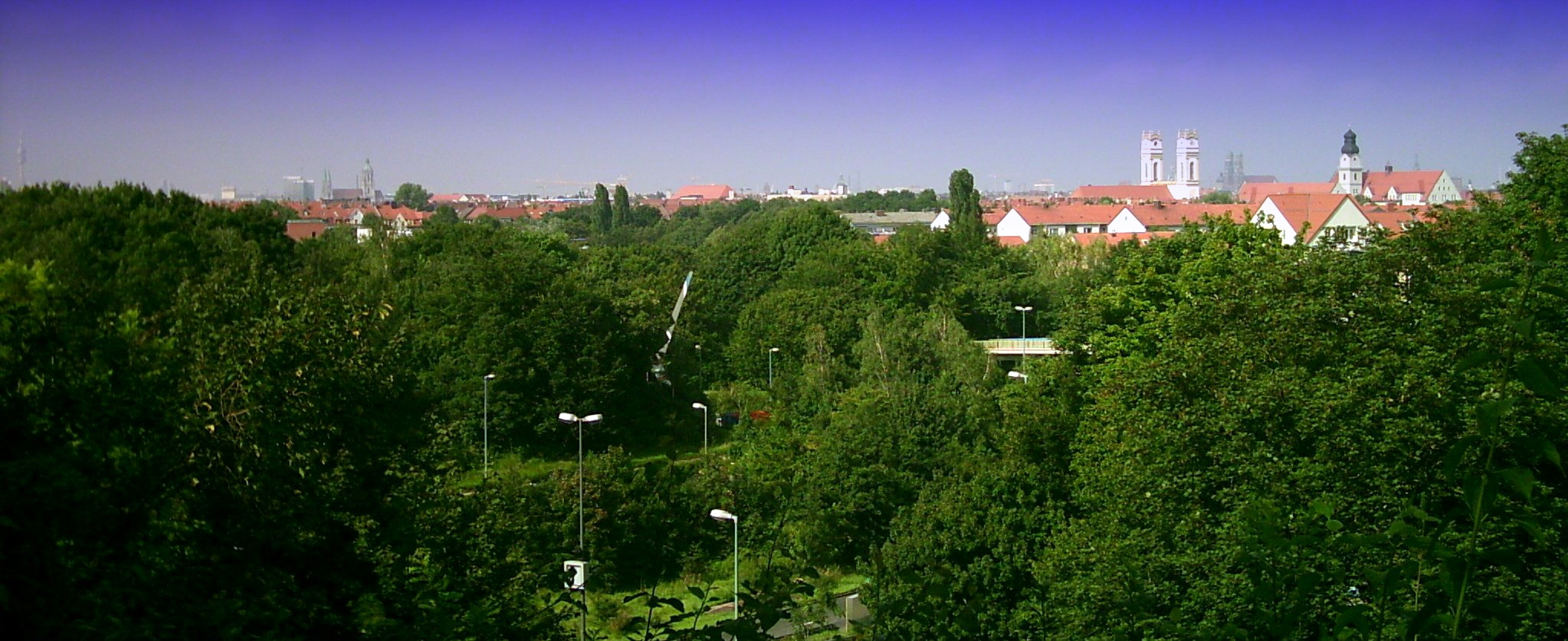
Blick vom Neuhofener Berg auf Sendling-Unterfeld in Richtung Münchner Stadtzentrum

Der Neuhofener Berg ist ein Teil des linken Isarhochufers im Münchener Stadtteil Sendling und der Name einer dort errichteten Parkanlage.

## Geschichte
Die Erstnennung Neuhofens geht auf den 9. Oktober 1698 zurück. Die etymologische Bedeutung ist Neuer Hof, dessen Ursprung als Schloss und Sitz im sogenannten Distelhof in Mittersendling zurückgeht. Dieser wurde 1697 an den Geheimen Rat Matheus Joner verkauft, der außerhalb des Ortes ein Landschlösschen erbaute. „Von Kurfürst Max Emanuel gemäß Entschluß des geheimen Rats vom 09. Oktober 1698 das Schlößchen mit Distelhof "under dem Nammen Neuhofen zu ainem adelichen Siz erhoben".“ In der frühen Neuzeit war ein Teil davon im Besitz des Adelsgeschlechts Zech auf Neuhofen. Mit Erwerb des gefreiten Sitzes Neuhofen in Sendling 1737 blieb dieser als zukünftiger namengebender Ansitz des Geschlechts bis 1840 im Besitz der Familie. Der Edelsitz Neuhofen mit barocken Gartenanlagen ist abgegangen, als Bodendenkmal ist er im Bayerischen Denkmalatlas des Bayerischen Landesamts für Denkmalpflege unter der Denkmalnummer D-1-7835-0589 eingetragen.

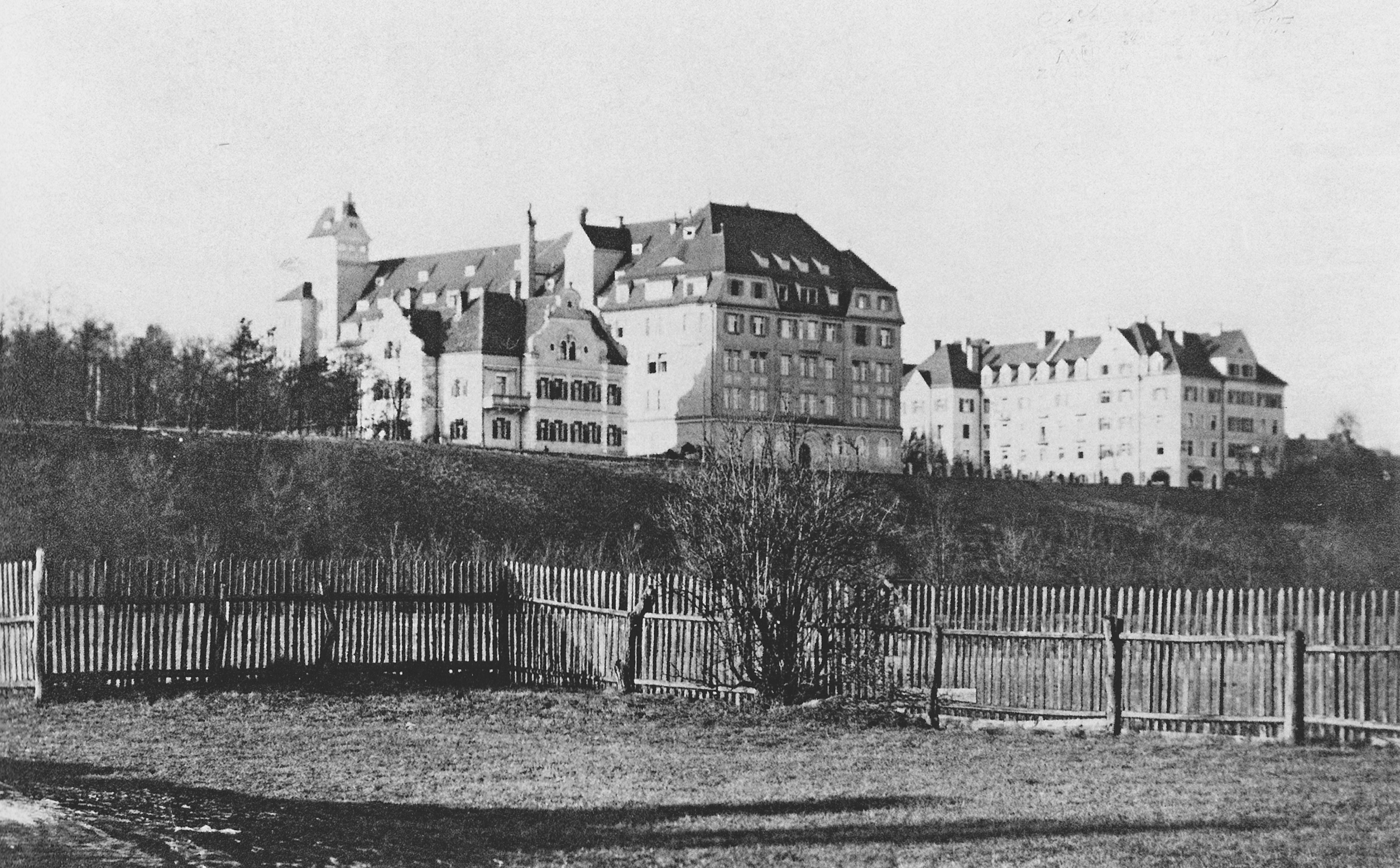
Dieses Foto von 1912 zeigt das Gebiet des heutigen Neuhofener Bergs vom Sendlinger Unterfeld aus; die Hangkante lag direkt an dem bis heute bestehenden Wohnblock Fallstraße/Ecke Zechstraße (am rechten Bildrand).

Hier befand sich neben dem Oberwiesenfeld und dem Luitpoldhügel einer der drei großen Schuttabladeplätze für die Trümmer der im Zweiten Weltkrieg zerstörten Häuser Münchens. Entlang des Hangs wurden 2,5 Mio. m³ Trümmer (das entspricht etwa dem Volumen der Cheops-Pyramide) aufgeschüttet, wodurch die Hochfläche vorgeschoben wurde. Die Schutthalde überragt die ursprüngliche Hangkante nur um wenige Meter. 

## Beschreibung
Auf dem Neuhofener Berg befindet sich eine 7,5 ha große Parkanlage mit gepflegten Grünflächen und Baumbestand. Der Park reicht von der Greinerbergstraße bis zur Brudermühlstraße und wird an der Westseite durch die Plinganserstraße begrenzt. Der Neuhofener Berg ist damit Teil einer Kette von Grünanlagen an der Isar-Hangkante, die sich fast durchgehend von Hinterbrühl über den Gierlinger Park bis unterhalb des Harras zieht.
Am Fuß des Neuhofener Bergs befinden sich der Alte Israelitische Friedhof, die Kleingartenanlage des Vereins Süd West 25 Neuhofen-Tal e.V. und der Wertstoffhof an der Thalkirchener Straße.

### Rundpavillon mit Tempelbrunnen
Am höchsten Punkt am Nordende des Parks an der Brudermühlstraße steht seit 1955/56 ein offener Rundpavillon mit acht 4,5 m hohen Travertin-Säulen und schindelgedecktem hölzernem Zeltdach, gestaltet von Josef Wiedemann, mit einer Brunnenschale aus Nagelfluh von Hans Wimmer. Daneben erinnert eine 1969 ergänzte, metallene Bodenplatte von Blasius Gerg an die Geschichte der Anlage. Ihre Inschrift lautet: „Diese Anlage steht auf Schuttmassen des Bombenkrieges. Sie ist der Erinnerung an die 6000 Münchner gewidmet, die im 2. Weltkrieg den Bomben zum Opfer gefallen sind.“

### Brunnenplastik „Isis“
Auf der Wiese auf Höhe der Zechstraße befindet sich heute die im Zweiten Weltkrieg stark beschädigte Plastik „Isis, auf den Wellen schwimmend“ von Emil Krieger. Sie war ursprünglich Teil einer Brunnenanlage am Münchener Possartplatz (heute Shakespeareplatz).

### Baumhaus
2013 wurde an der Hangkante des Parks auf Anregung von und mit finanzieller Unterstützung durch Münchens Partnerstadt Cincinnati ein 32 m² großes, barrierefrei zugängliches Baumhaus errichtet. Vom Hauptweg des Parks gelangt man über einen waagerechten, etwa sechs Meter langen Steg in drei halboffene, unterschiedlich gestaltete Häuschen, welche Platz für mehrere Personen, auch mit Rollstühlen, bieten.

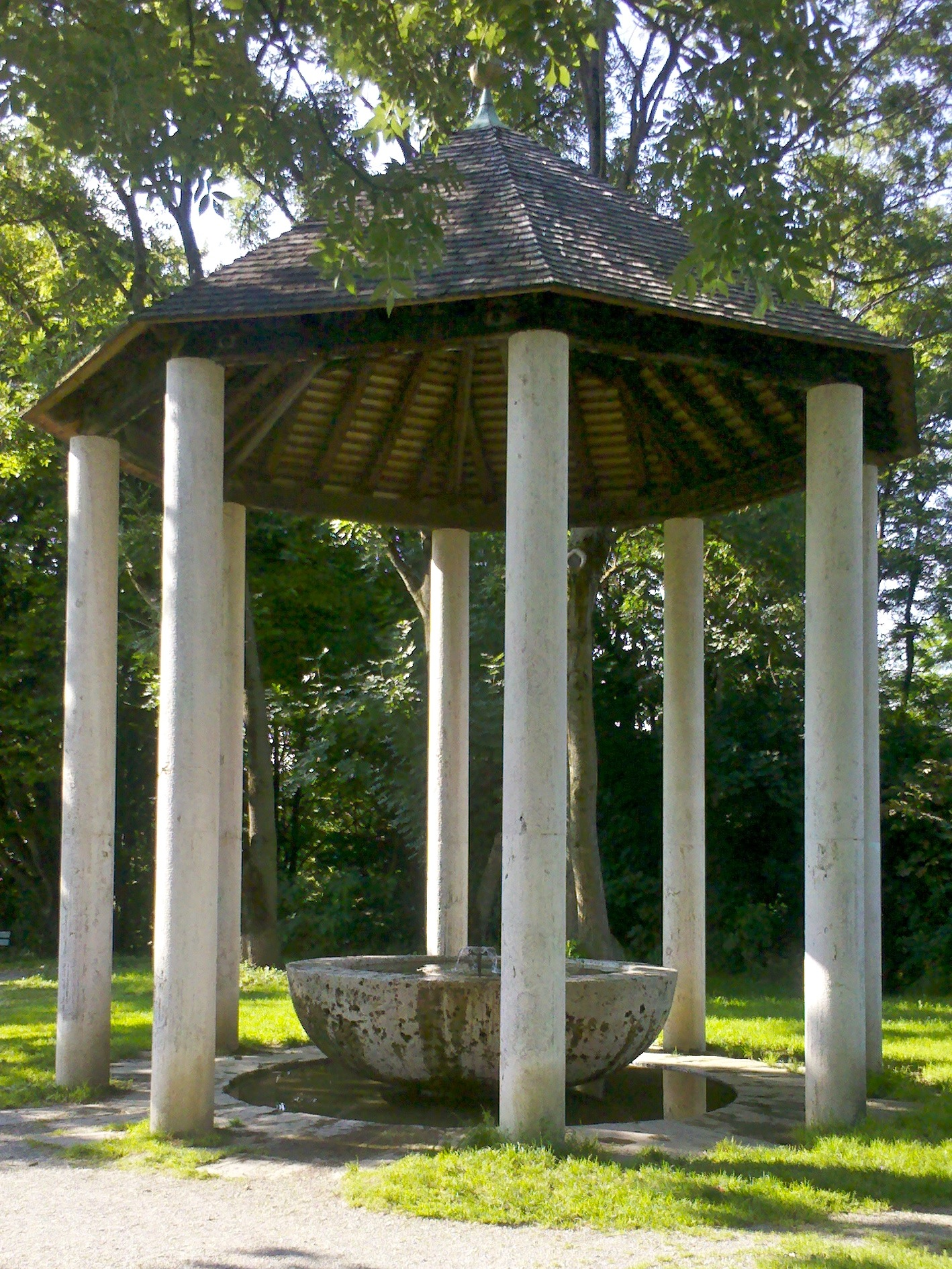
Rundpavillon mit Brunnen auf dem Neuhofener Berg
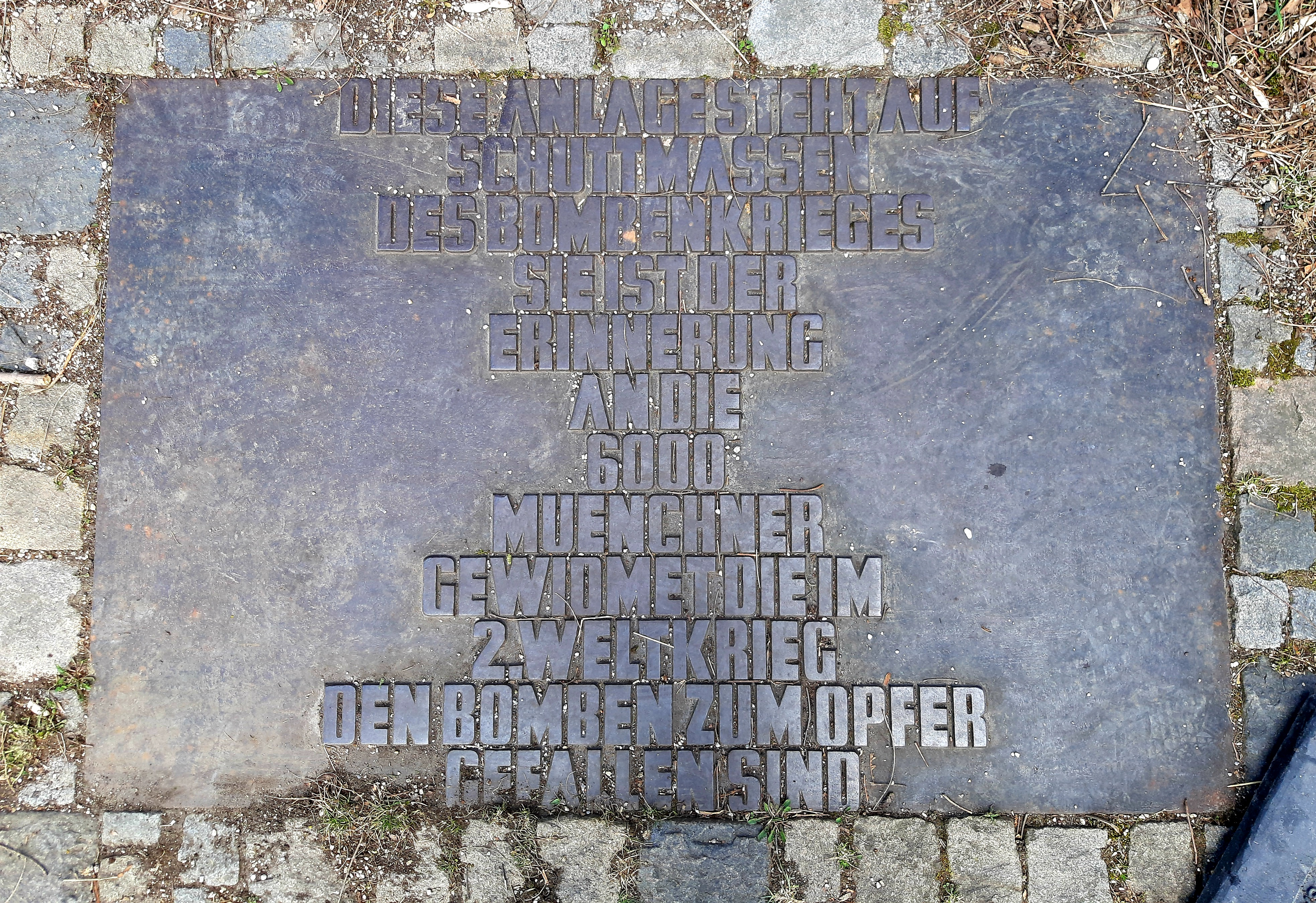
Gedenktafel zur Erinnerung an die Opfer des Bombenkrieges
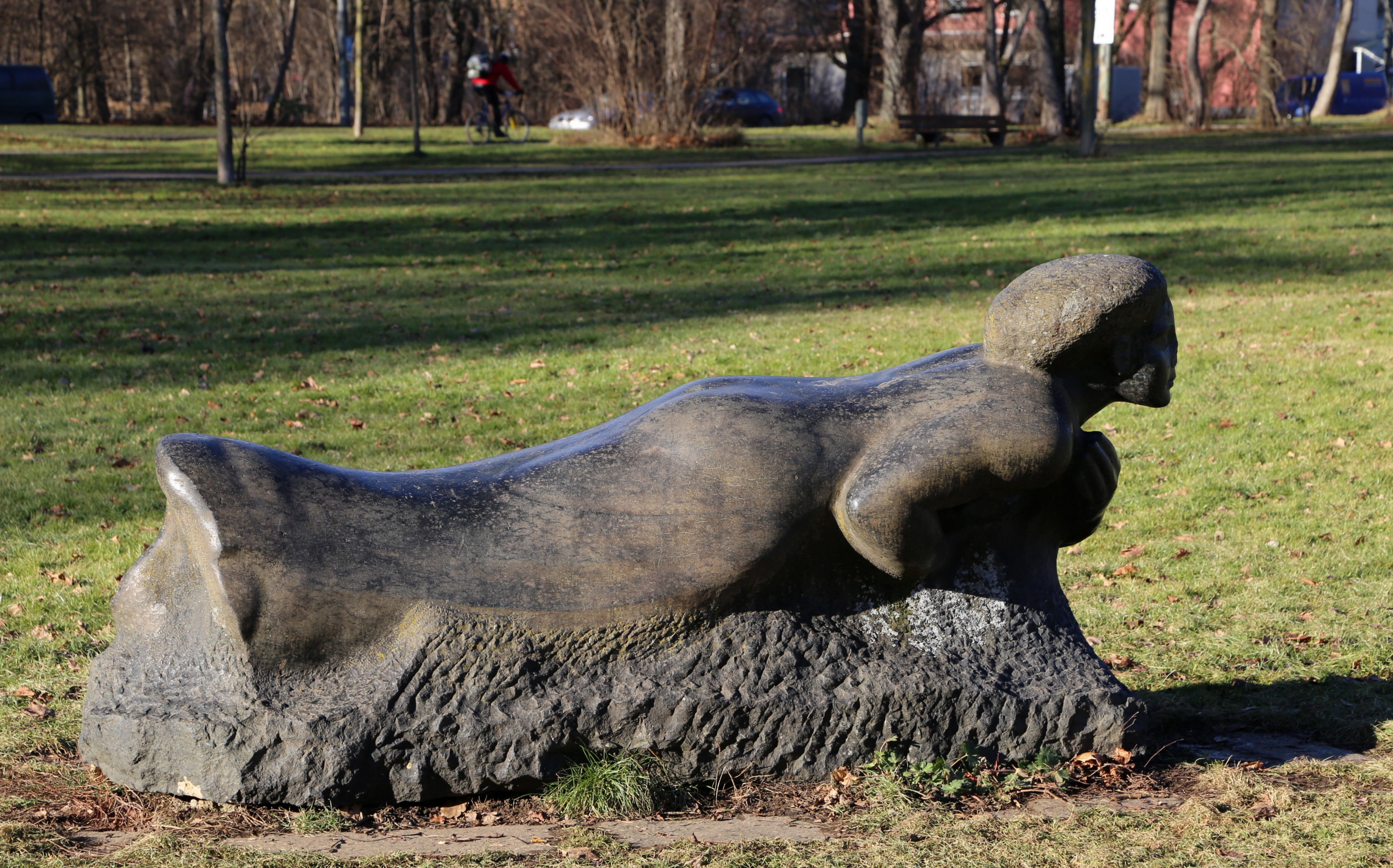
Skulptur „Isis, auf den Wellen schwimmend“ von Emil Krieger (1932)
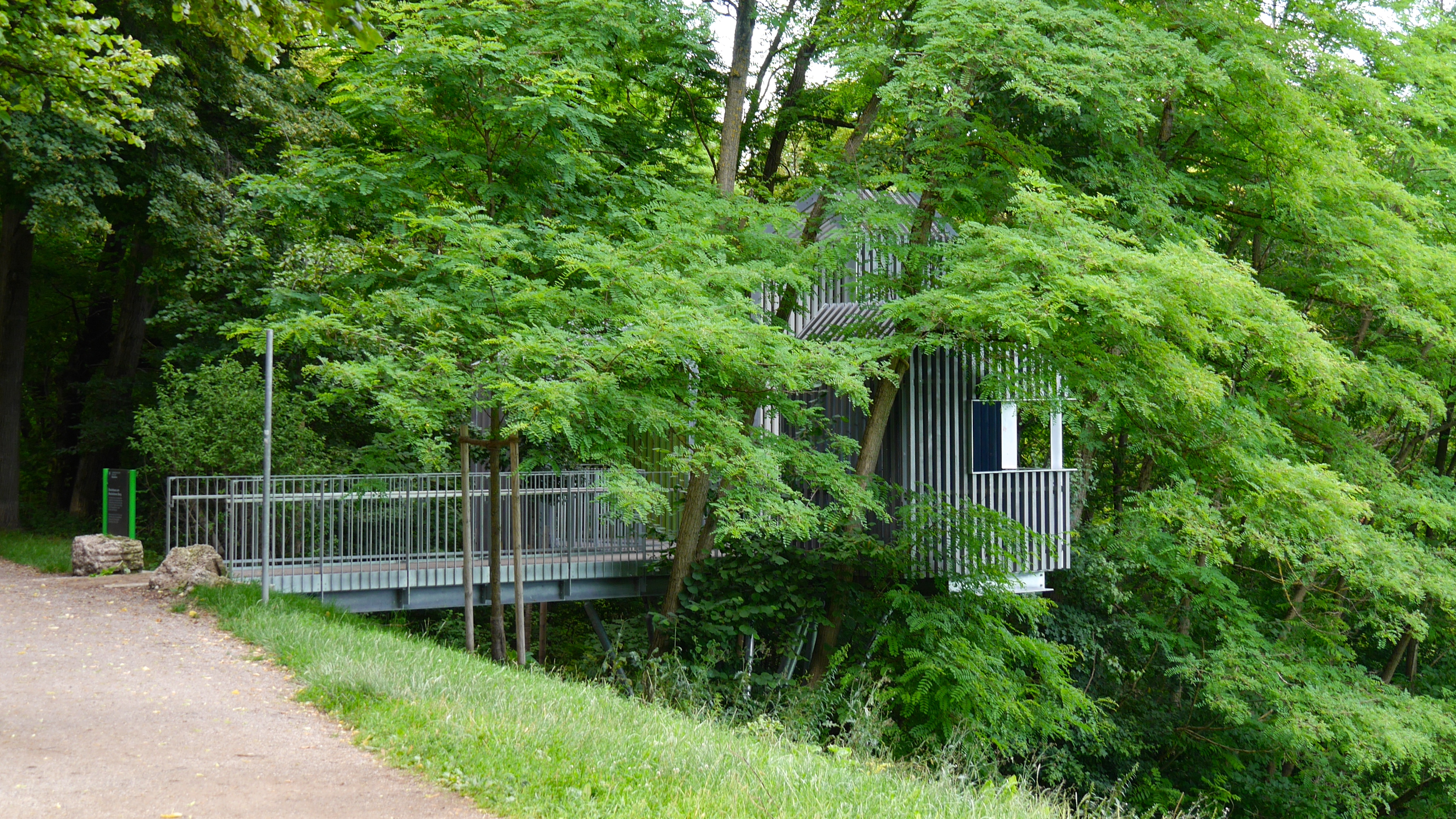
Barrierefreies Baumhaus an der Hangkante des Neuhofener Bergs